# Joe Dinicol
Joe Dinicol es un actor canadiense nacido el 22 de diciembre de 1983 en Stratford, Ontario.Es conocido por interpretar a Jesse en My Babbysitter's a Vampire, a Nick Wagner en The L.A. Complex, a David en Blindspot y a Rory Reagan/Ragman en Arrow.

## Biografía
Dinicol nació en Stratford, Ontario. Hijo de Emma Neville y del actor Keith Dinicol.Su abuelo materno era el actor John Neville.Comenzó su carrera como actor a temprana edad en el Stratford Shakespeare Festival, y poco después apareció en series de televisión como Train 48 y Rideau Hall.

### Carrera
Sus créditos teatrales incluyen Antonio y Cleopatra, Las alegres comadres de Windsor, Esperando a Godot y Ricardo III en el Festival de Statford, y The Needfire en el Royal Alexandra Theatre en Toronto. También actuó en la grabación de Esperando a Godot para la Canadian Broadcasting Corporation en 1996.
En 2008 protagonizó  Passchendaele y ha aparecido como estrella invitada en series de televisión como: Murdoch Mysteries, Haven, Flashpoint y My Babysitter's a Vampire, dando vida a Jesse.En 2012 protagonizó The L.A. Complex, donde interpretó a Nick Wagner. De 2013 a 2014 protagonizó la serie de Amazon Betas.
Entre 2015 y 2016 apareció de forma recurrente en Grey's Anatomy interpretando al doctor Mitchell Spencer,así como en Blindspot, donde dio vida a David.También apareció como estrella invitada en Halt and Catch Fire.En julio de 2016 se dio a conocer que Dinicol fue elegido para interpretar a Rory Reagan/Ragman en la quinta temporada de Arrow.

## Filmografía
| Cine       | Cine                                | Cine                   | Cine                     |
| Año        | Película                            | Rol                    | Notas                    |
| ---------- | ----------------------------------- | ---------------------- | ------------------------ |
| 1999       | Las vírgenes suicidas               | Dominic Palazzolo      |                          |
| 1999       | Water Damage                        | Víctor Dempsey joven   |                          |
| 1999       | Jacob Two Two Meets the Hooded Fang | O'Toole/Noah           |                          |
| 2003       | Fast Food High                      | Scott                  |                          |
| 2003       | Kart Racer                          | Rodney Wells           |                          |
| 2003       | Friday Night                        | Danny                  | Cortometraje             |
| 2006       | The Marsh                           | Brendan Manville       |                          |
| 2007       | Weirdsville                         | Jeremy                 |                          |
| 2007       | Bottom Feeder                       | Callum                 |                          |
| 2007       | Diary of the Dead                   | Eliot Stone            |                          |
| 2008       | Spoliation                          | Sócrates               | Cortometraje             |
| 2008       | Passchendaele                       | David Mann             |                          |
| 2009       | Puck Hogs                           | Terry Bender           |                          |
| 2010       | Scott Pilgrim vs. The World         | Hipster en el ascensor |                          |
| 2011       | Servitude                           | Josh Stein             |                          |
| 2011       | Bad Meat                            | Billy                  |                          |
| 2013       | Cubicle Warriors                    | Isaac                  |                          |
| 2018       | Everything Happens to Me            | Chris                  | Cortometraje             |
| 2020       | Two Deaths of Henry Baker           | Sam Bird Jr.           |                          |
| 2023       | Los blancos no saben saltar         | Chicken Sandwich       |                          |
| Televisión |                                     |                        |                          |
| Año        | Título                              | Rol                    | Notas                    |
| 1997       | Elvis Meets Nixon                   | Chico de 10 años       | Película para televisión |
| 1998       | Eerie, Indiana: The Other Dimension | Ollie Roberts          | 1 episodio               |
| 1998       | Anatole                             | Paul                   | 5 episodios              |
| 2000       | The Loretta Claiborne Story         | Russell                | Película para televisión |
| 2000       | Mail to the Chief                   | Kyle                   | Película para televisión |
| 2000       | Real Kids, Real Adventures          | John                   | 1 episodio               |
| 2001       | The Facts of Life Reunion           | Sam                    | Película para televisión |
| 2002       | Rideau Hall                         | Jason Gallant          | 5 episodios              |
| 2003       | Train 48                            | Zach Eisler            | Elenco principal         |
| 2003       | Sue Thomas: F.B.Eye                 | Nathan Wiatt           | 1 episodio               |
| 2004       | She's Too Young                     | Tommy                  | Película para televisión |
| 2008-2009  | Life with Derek                     | Truman                 | Elenco recurrente        |
| 2009       | Murdoch Mysteries                   | Harry Houdini          | 1 episodio               |
| 2010       | My Babysitter's a Vampire           | Jesse                  | Película para televisión |
| 2010       | Reviving Ophelia                    | Cody                   | Película para televisión |
| 2011       | Haven                               | Peter Novelli          | 1 episodio               |
| 2011       | Flashpoint                          | Tyler Davis            | 1 episodio               |
| 2011-2012  | My Babysitter's a Vampire           | Jesse                  | 3 episodios              |
| 2012       | The L.A. Complex                    | Nick Wagner            | Elenco principal         |
| 2013-2014  | Betas                               | Trey                   | Elenco principal         |
| 2015-2016  | Grey's Anatomy                      | Mitchell Spencer       | Elenco recurrente        |
| 2015-2016  | Blindspot                           | David                  | Elenco recurrente        |
| 2016       | Halt and Catch Fire                 | Craig Bosch            | 3 episodios              |
| 2016-2019  | Arrow                               | Rory Reagan/Ragman     | Elenco recurrente        |
| 2019       | Christmas 9 to 5                    | Jack Desmond           | Película para televisión |
| 2020       | Thisty                              | Mickey                 | 1 episodio               |
| 2021       | Nash Bridges                        | Steven Colton          | Película para televisión |
| 2023       | The Hardy Boys                      | Agent Driscolll        | 7 episodios              |